# Dolo Beltrán
Dolo Beltrán (San Baudilio de Llobregat, 10 de septiembre de 1974) es una actriz y cantante española, vocalista del grupo musical Pastora.

## Biografía
Hija de un extremeño y una catalana, se cría en un barrio de San Baudilio de Llobregat, Ciudad  Cooperativa, y empieza sirviendo copas y cantando en orquestas para costearse sus estudios de teatro. Ha trabajado con Mario Gas y Alex Rigola. Ha colaborado en la creación de espectáculos con Roger Bernat y Cárol López.
En el año 2000 conoce a Caïm Riba y a Pauet Riba y entra a formar parte del grupo de pop electrónico Pastora. Ha escrito canciones para otros artistas como Ana Torroja y Edurne.
Ha rodado películas con directores como Felipe Vega, Joaquim Oristrell, Azucena Rodríguez, José Antonio Salgot, Abel Folk, Joan Riedweg o Pere Koniec.
En el 2013 edita su primer libro de pensamientos ilustrados Pequeños desastres y otras alegrías de la editorial Principal de los libros.
En la actualidad está en temporada en la Sala Muntaner y gira con la obra de teatro El Test de Jordi Vallejo dirigida por Cristina Clemente. A punto de estrenar la tvmovie Res no tornarà a ser com abans de Carol López, y trabajando en un disco de pop electrónico junto con Sergio Fernández.

## Discografía

### ConPastora
- Una Altra Galaxia (2012)
- Un viaje en noria (2011)
- Pastora RMX ED (2009)
- Circuitos de lujo (2008)
- La vida moderna (2005)
- Pastora (2001)

### En solitario
- Copilotos (2017)
- Moonlight (2021)

## Filmografía

### Cine
- Nubes de verano (Felipe Vega, 2004): frutera
- Inconscients (Joaquim Oristrell, 2004): inconsciente
- Atlas de geografía humana (Azucena Rodríguez, 2007): psicóloga
- My Way (José Antonio Salgot, 2007)
- Dieta mediterránea (Joaquim Oristrell, 2009): Voz
- Xtrems (Abel Folk y Joan Riedweg, 2009): vidente
- Difuminado (Pere Koniec, 2014): Rea
- Ford Escort (Estel Díaz, 2014), cortometraje
- Records d'un arbre (Sonia Abella, 2021), cortometraje

### Televisión
- Polar (1999)
- Dinamita (2000)
- Moncloa ¿dígame?: Cabo Pelayo (2001) - 3 episodios
- Jet lag: Vicky (2003) - episodio "Tibidabo"
- Infidels: Dani Díez (2009-2011) - 42 episodios
- Volare (TV movie): Fàbia (2012)
- Res no tornarà a ser com abans: Dolo (2015)
- Com si fos ahir (2021)
- Paraíso (2022)

### Teatro
- El criat (2000)
- Titus Andrònic (2001)
- Lulú (2001)
- Last Chance (2006)
- El Test (2016)